# Salix longissima
Salix longissima är en videväxtart som beskrevs av T.E. Díaz Gonzalez, J. Andrés. Salix longissima ingår i släktet viden, och familjen videväxter. Inga underarter finns listade i Catalogue of Life.